# Fox Plaza
Fox Plaza är en 34 våningar hög skyskrapa i Century City, Los Angeles, Kalifornien. Byggnaden är 150 meter hög. Byggnaden används som kontor, och färdigställdes 1987. Den är byggd i en postmodernistisk stil. Filmen Die Hard spelades in i byggnaden, där den kallades Nakatomi Plaza. Filmstudion 20th Century Fox har sitt huvudkontor i byggnaden, och Ronald Reagan hade sitt kontor i byggnaden efter sin tid som president.